# Southminster
Southminster är en stad och en civil parish i Maldon i Essex i England. Orten har 4 021 invånare (2001). Byn nämndes i Domedagsboken (Domesday Book) år 1086, och kallades då Sudmunstra.